# Augochlora bractealis
Augochlora bractealis är en biart som först beskrevs av Joseph Vachal 1904.  Augochlora bractealis ingår i släktet Augochlora och familjen vägbin. Inga underarter finns listade.